# 루한스크 전역
루한스크 전역은 우크라이나군과 러시아군 사이의 전역으로, 루한스크주의 서부와 하르키우주 동부의 전역을 가리킨다.

## 진행
러시아군이 침공한 뒤 얼마 안되어 스바토베와 크레민나가 함락되고, 오스킬강 인근의 하르키우주로 진격하고 도네츠크주 최북부인 리만일대로도 진격하였으나 루한스크주를 전부 통제하진 못했다.
리시찬스크 전투의 결과 2022년 7월 리시찬스크가 함락 된 후 하르키우주 동부에서 전투가 진행되었다.
우크라이나 군이 2022년 우크라이나 동부 역공세와 제2차 리만 전투를 성공적으로 이끌어 하르키우주 대부분과 이지움, 리만 일대의 도네츠크주 최북부를 탈환 한 이후에는 스바토베-크레민나 전선을 기준으로 전투가 진행되었다.
2022년 말까지 우크라이나 군은 동부 우크라이나 전체에서 영토를 알짜로 탈환해왔고, 2023년 1월 솔레다르 전투가 러시아의 승기로 기울었으나 바흐무트주를 제외한 스바토베-크레민나 전선에서는 우크라이나의 공세가 1월 말까지 이어졌다.
솔레다르 전투가 러시아가 승리로 끝난 뒤, 스바토베-크레민나 전선에서 러시아가 공격을 개시했다.
2023년 우크라이나 역공세까지 러시아군은 미미한 이득을 얻었다.
2023년 11월 러시아가 쿠퍈스크 공세를 재개했다.

## 같이 보기
- 러시아의 우크라이나 침공의 무력 충돌 목록